# Thời kỳ băng hà cuối cùng

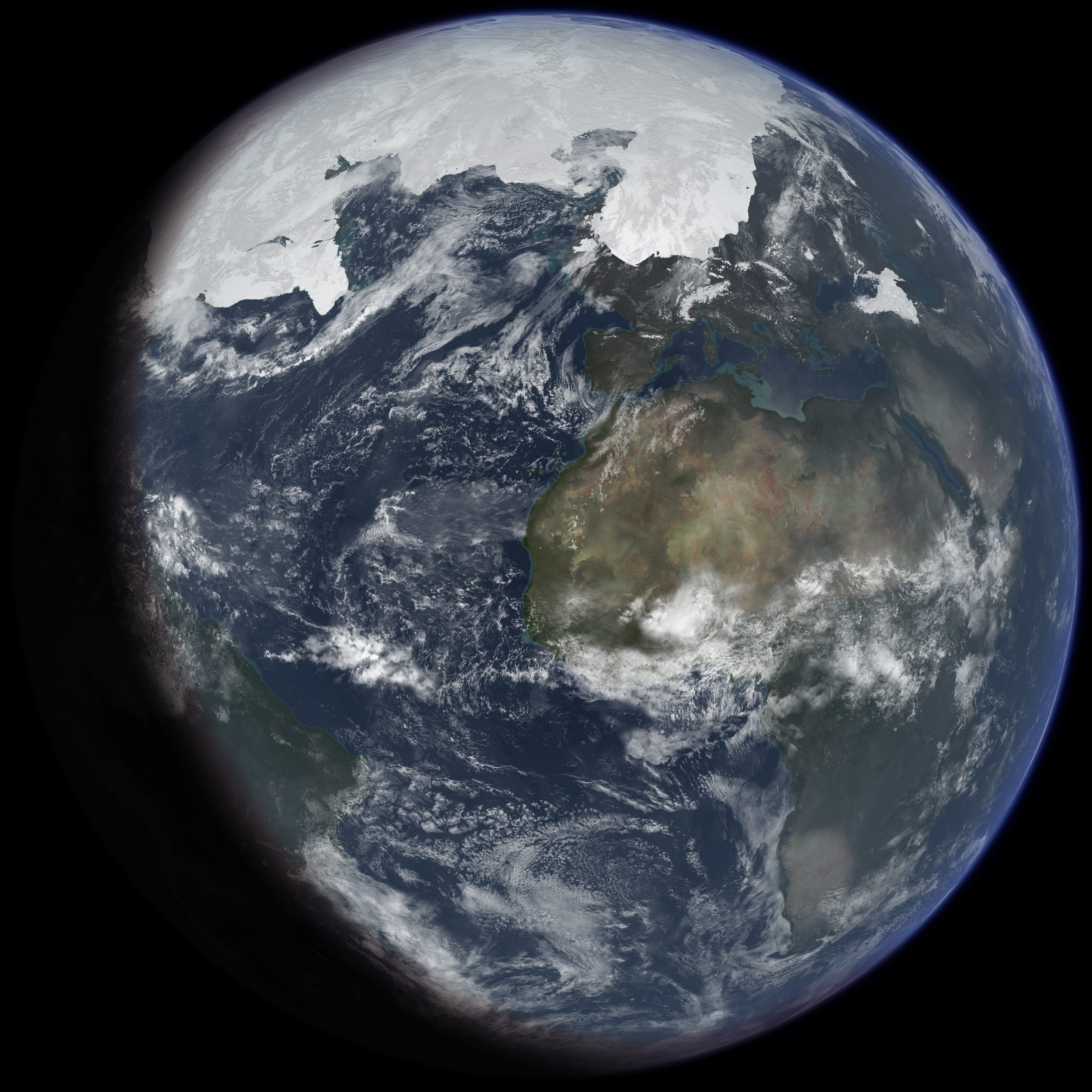
Một ấn tượng của một nghệ sĩ về thời kỳ băng hà cuối cùng ở mức tối đa của băng hà. Dựa trên: "Các thay đổi carbon trên mặt đất kỷ băng hà được xem xét lại" bởi Thomas J. Crowley (Chu kỳ hóa sinh toàn cầu, Tập 9, 1995, trang 377-389

Thời kỳ băng hà cuối cùng là thời kỳ băng hà gần đây nhất trong kỷ băng hà hiện tại diễn ra trong thời kỳ cuối của thế Pleistocen từ cách đây ≈110.000 đến 10.000 năm trước.
Khí hậu Trái Đất trong giai đoạn này tiếp tục rơi vào cảnh băng giá, lạnh lẽo trong một thời gian dài. Nhiệt độ vẫn rất thấp dù không lạnh bằng những kỷ băng hà trước đó. Băng tuyết lúc đó đã lấn xuống sát đường xích đạo. Trong thời kỳ này có nhiều biến động về sự phát triển và rút lui của băng. Giai đoạn phát triển cực đại băng hà cuối cùng cách đây khoảng 18.000 năm. Trong khi các yếu tố lạnh đi và đóng băng trên toàn cầu khá tương đồng thì có nhiều dấu hiệu khác nhau trong phạm vi khu vực đã gây ra nhiều khó khăn trong việc liên hệ đối sánh chi tiết giữa các lục địa.
Trên quan điểm tiến hóa của loài người, thì thời kỳ này tương đương với thời kỳ đồ đá cũ và thời kỳ đồ đá giữa. Trong thời kì băng hà này, thực vật rất hiếm. Nhiều quần thể động vật sinh sống trong thời kì khắc nghiệt này như voi ma mút, hổ răng kiếm và nhiều động vật lớp Thú phát triển rất mạnh. Con người cũng đã ra đời và bắt đầu biết cầm nắm đồ vật để đi săn, nhờ đó mà thích nghi được với môi trường. Khi kỷ băng hà cuối cùng kết thúc, một số động vật bị tuyệt chủng, còn con người thì vẫn tiếp tục tiến hóa.